# Reprezentacja Włoch w ice speedwayu
Reprezentacja Włoch w ice speedwayu – grupa zawodników ice speedwaya reprezentujących Republikę Włoską w sportowych imprezach międzynarodowych. Za jej funkcjonowanie odpowiedzialna jest Federazione Motociclistica Italiana (FMI).

## Historia
Pierwszym włoskim finalistą indywidualnych mistrzostw świata w ice speedwayu był Valentino Furlanetto. W dwudniowym finale rozgrywanym 17 i 18 lutego 1984 roku na moskiewskim stadionie Łużniki, ze zdobyczą 2 punktów zajął 16. miejsce. Kolejne występy w światowych finałach przypadły Luce Ravagnaniemu, w latach 1992 i 1994 zajmował on 12. pozycję, zaś w 1993 roku był 13. W latach '90. na arenie międzynarodowej występowali także Remo Dal Bosco i Fabrizio Vesprini. Ta trójka zawodników reprezentowała Włochy w drużynowych mistrzostwach świata w 1992 zajmując niepremiowane awansem 3. miejsce w półfinale w Gallio. Rok później włoska drużyna w tym samym składzie, również poprzez finał rozgrywany w Gallio awansowała do finału rozgrywanego w Assen i zajęła tam ostatnie, 5. miejsce. Oprócz Gallio zawody rozgrywano także w Cortina d'Ampezzo i Madonna di Campiglio. Rozwój lodowej odmiany speedwaya we Włoszech zahamowany został na skutek śmiertelnego wypadku Remo Dal Bosco, który miał miejsce 13 lutego 1994 r., podczas drugiego dnia półfinału eliminacji do Grand Prix w ice speedwayu 1995, rozgrywanego na torze Horst-Dohm-Eisstadion w Berlinie. 
Od 2019 roku Włochy na torach lodowych reprezentuje posiadający niemieckie obywatelstwo Luca Bauer. W swoim debiucie w indywidualnych mistrzostwach Europy rozgrywanych w Ufie zdobył brązowy medal. W kolejnych mistrzostwach starego kontynentu rozgrywanych na torze łyżwiarskim Areny Lodowej w Tomaszowie Mazowieckim zajął 11. miejsce, na tym samym torze w 2021 zdobył kolejny brązowy medal mistrzostw Europy.

## Osiągnięcia

### Mistrzostwa świata
Drużynowe mistrzostwa świata
- 5. miejsce: 
  - 1993 - Luca Ravagnani, Remo Dal Bosco, Fabrizio Vesprini

- 3. miejsce w półfinale: 
  - 1992 - Fabrizio Vesprini, Remo Dal Bosco, Luca Ravagnani

- 4. miejsce w półfinale: 
  - 1986 - Valentino Furlanetto, Bruno Montalbini

Indywidualne mistrzostwa świata
- 12. miejsce:
  - 1991 – Luca Ravagnani
  - 1992 – Luca Ravagnani
  - 1994 – Luca Ravagnani

- 13. miejsce:
  - 1993 – Luca Ravagnani

- 16. miejsce:
  - 1984 – Valentino Furlanetto

### Mistrzostwa Europy
Indywidualne mistrzostwa Europy
- 2. miejsce:
  - 2022 – Luca Bauer
  - 2023 – Luca Bauer
  - 2025 – Luca Bauer

- 3. miejsce:
  - 2019 – Luca Bauer
  - 2021 – Luca Bauer

- 11. miejsce:
  - 2020 – Luca Bauer

## Byli reprezentanci Włoch
- Remo Dal Bosco
- Andrea Cavalli
- Lorenzo Franchetti
- Maurizio Furlanetto
- Valentino Furlanetto
- Giorgio Giacomini
- Bruno Montalbini
- Luca Ravagnani
- Claudio Saggioro
- Fabrizio Vesprini